# 11571 Даєнс
11571 Даєнс (11571 Daens) — астероїд головного поясу, відкритий 20 липня 1993 року.
Тіссеранів параметр щодо Юпітера — 3,185.